# Zebulon Weaver

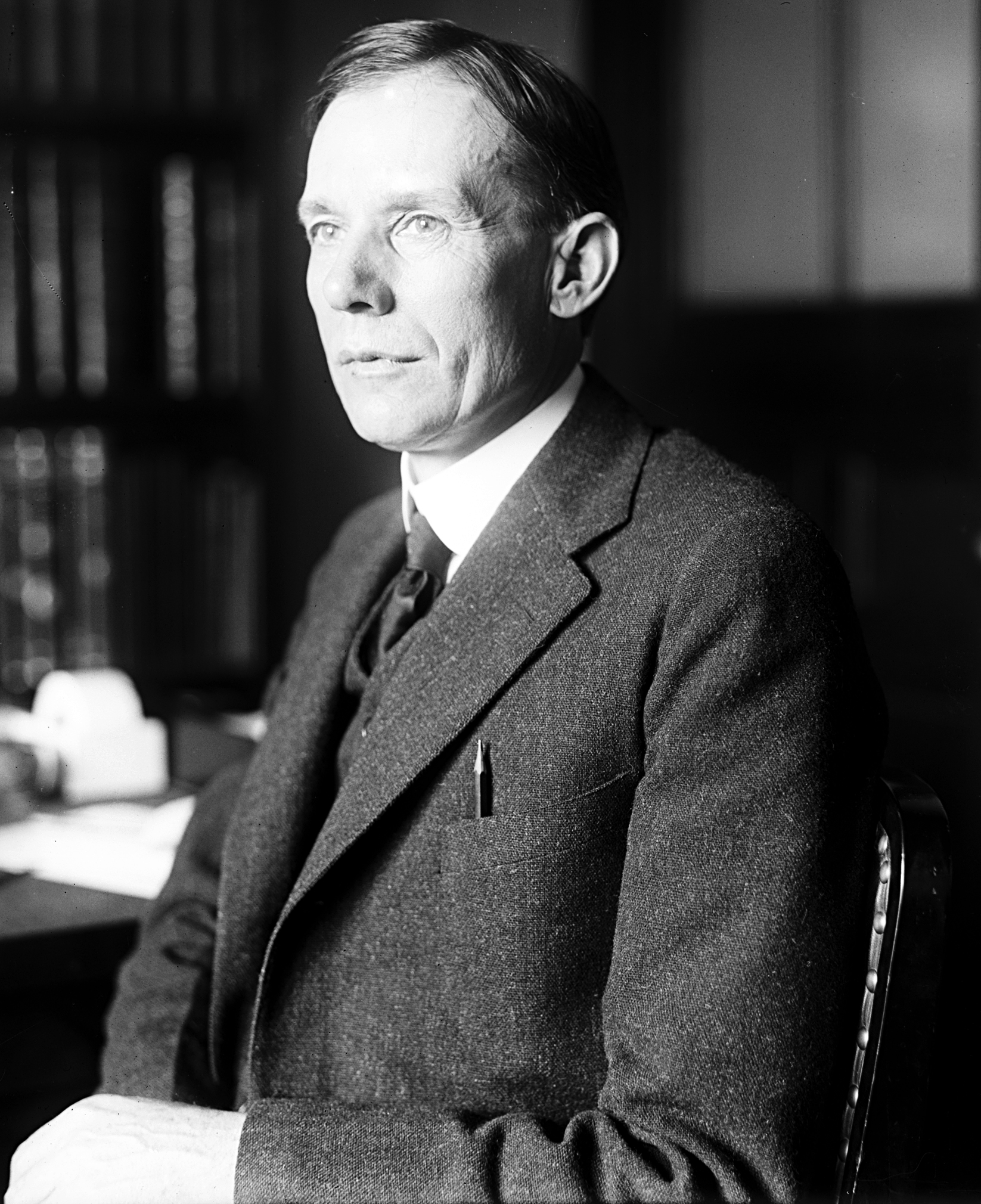
Zebulon Weaver

Zebulon Weaver (* 12. Mai 1872 in Weaverville, Buncombe County, North Carolina; † 29. Oktober 1948 in Asheville, North Carolina) war ein US-amerikanischer Politiker. Zwischen 1917 und 1947 vertrat er mehrfach den Bundesstaat North Carolina im US-Repräsentantenhaus.

## Werdegang
Zebulon Weaver besuchte die öffentlichen Schulen seiner Heimat sowie das Weaver College, das er im Jahr 1889 absolvierte. Nach einem anschließenden Jurastudium an der University of North Carolina in Chapel Hill und seiner 1894 erfolgten Zulassung als Rechtsanwalt begann er in Asheville in diesem Beruf zu arbeiten. Gleichzeitig schlug er als Mitglied der Demokratischen Partei eine politische Laufbahn ein. Von 1907 bis 1909 war er Abgeordneter im Repräsentantenhaus von North Carolina; zwischen 1913 und 1915 gehörte er dem Staatssenat an.
Bei den Kongresswahlen des Jahres 1916 wurde Weaver im zehnten Wahlbezirk von North Carolina in das US-Repräsentantenhaus in Washington, D.C. gewählt, wo er am 4. März 1917 die Nachfolge von James Jefferson Britt antrat, den er zuvor besiegt hatte. Nach fünf Wiederwahlen konnte er bis zum 3. März 1929 sechs Legislaturperioden im Kongress absolvieren. Nachdem einem Wahleinspruch von Britt am 1. März 1919 stattgegeben worden war, musste Weaver sein Mandat für drei Tage bis zum 3. März 1919 kurzzeitig an diesen abtreten. In seine damalige Amtszeit fielen der Erste Weltkrieg sowie die Ratifizierung des 18. und des 19. Verfassungszusatzes.
Im Jahr 1928 unterlag Weaver dem Republikaner George M. Pritchard. Bei den Wahlen des Jahres 1930 wurde er dann erneut im zehnten Distrikt in den Kongress gewählt, wo er am 4. März 1931 Pritchard wieder ablöste. Nach sieben Wiederwahlen konnte er bis zum 3. Januar 1947 acht weitere Legislaturperioden im US-Repräsentantenhaus verbringen. Zwischen 1933 und 1943 vertrat er den wieder eingeführten elften Wahlbezirk und seit 1943 den ebenfalls wieder hergestellten zwölften Distrikt seines Staates. In den 1930er Jahren wurden im Kongress die New-Deal-Gesetze der Bundesregierung verabschiedet. Seit 1941 wurde auch die Arbeit des Kongresses von den Ereignissen des Zweiten Weltkrieges und dessen Folgen geprägt. Im Jahr 1933 wurden der 20. und der 21. Verfassungszusatz ratifiziert.
1946 wurde Weaver von seiner Partei nicht mehr zur Wiederwahl nominiert. Nach seinem Ausscheiden aus dem Kongress praktizierte er in Asheville wieder als Anwalt. Dort ist er am 29. Oktober 1948 auch verstorben.